# Église Saint-Catalde de Palerme
Église San Cataldo de Palerme
L’église Saint-Catalde ou San Cataldo (italien : chiesa di San Cataldo ; sicilien : crèsia di Santu Catallu) est une église de la ville sicilienne de Palerme, sise sur la piazza centrale Bellini. Elle représente un exemple notable de l'architecture normanno-arabo-byzantine qui a fleuri en Sicile sous la domination normande. Cette église est rattachée à celle de Santa Maria dell’Ammiraglio.

## Historique
Fondée entre 1154 et 1160 par l’amiral Maion de Bari, dans les années où il était grand amiral du roi Guillaume Ier de Sicile, l’église fut ensuite confiée à des Bénédictins de Monreale, qui la conservèrent jusqu'en 1787.
Après de nombreuses péripéties qui virent l'église intégrée dans une structure néoclassique due à l'architecte Alessandro Emmanuele Marvuglia, l’édifice fut utilisé comme bureau de poste jusqu'en 1882. L'église bénéficia par la suite d'une restauration complète et rigoureuse de Giuseppe Patricolo, qui lui a rendu son aspect médiéval. C'est à cette époque que les trois petits dômes ont pris leur couleur rougeâtre, et sont devenues emblématiques de Palerme.

## Architecture
L’église suit un plan basilical rectangulaire. L'intérieur comporte trois courtes nefs – dont la centrale est marquée par la séquence rythmique des trois dômes – séparées par des colonnes, avec deux allées. Des colonnes avec des arcades de style byzantin font face aux murs nus. 
Le pavé, qui est, tout comme l’autel, d’origine, possède une magnifique décoration en mosaïque. 
L'extérieur présente un parement de maçonnerie compact en grès adouci par des arcs aveugles partiellement occupés par des fenêtres et des embouts ajourés. Au sommet, le profil solennel des trois dômes rouges caractéristiques en forme de bulbe ou « bonnet d’eunuque » et des merlons de style arabe forme un contraste chromatique harmonieux avec la monochromie sévère des murs. 
Une telle méthode de construction se trouvait plus fréquemment dans les Pouilles, dont les églises ont probablement servi de modèle à Saint-Catalde. L’arête supérieure du cube est décorée avec une bande circonférentielle inscrite en calligraphie coufique. Ceci est typique de l’architecture arabo-normande unique à la Sicile. 
Le bâtiment illustre le syncrétisme de l’architecture normande de Sicile : l’église est comparable aux bâtiments contemporains, comme l’abbaye aux Dames à Caen, en Normandie, ou la cathédrale de Durham en Angleterre ; dans le même temps, elle présente des caractéristiques typiques de l’architecture islamique, comme la préférence pour les formes cubiques, les arcatures aveugles qui articulent les murs extérieurs de l’église et le toit sphérique typique à dômes rouges. 

## Galerie

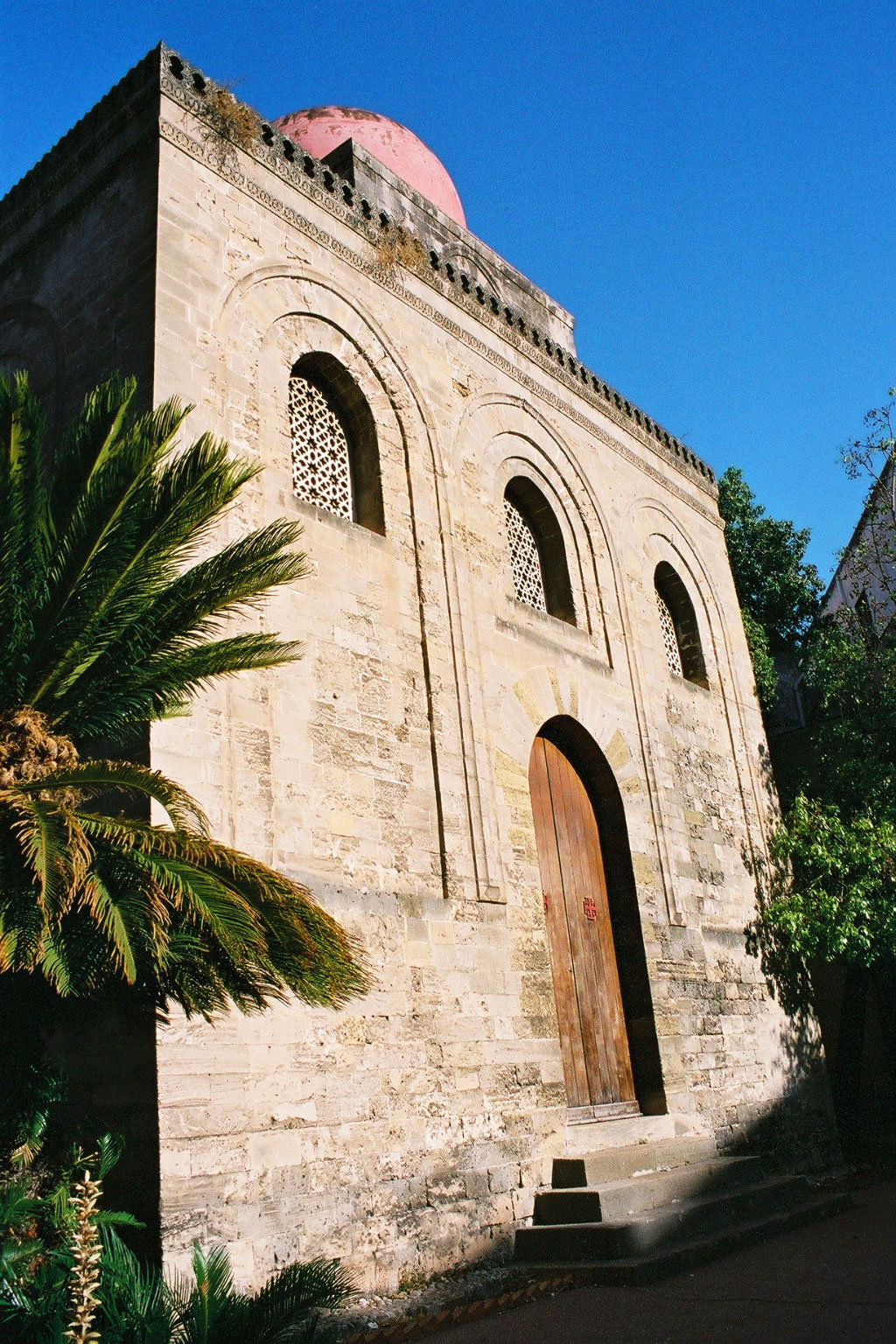
Façade.
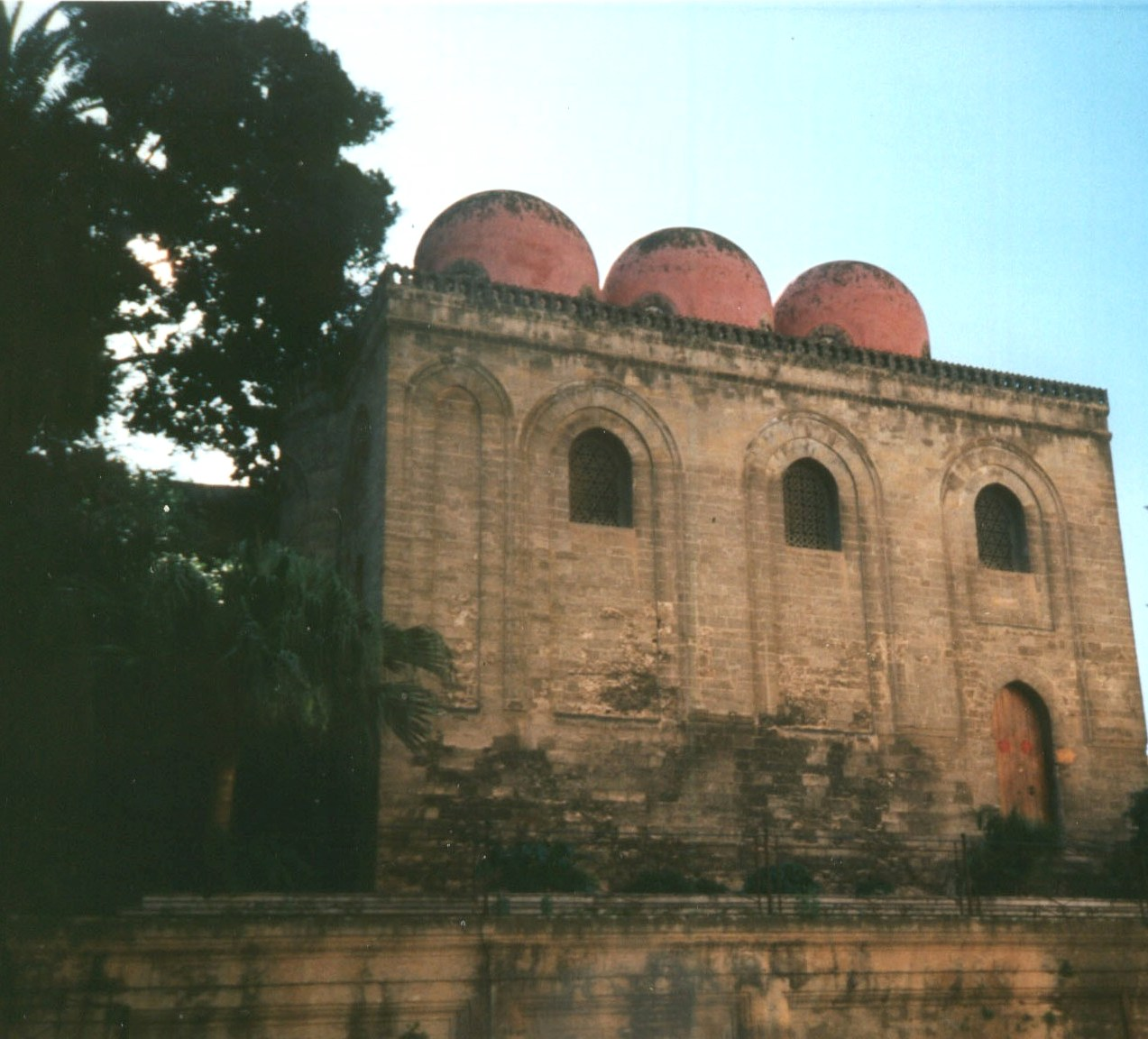
Vue latérale.
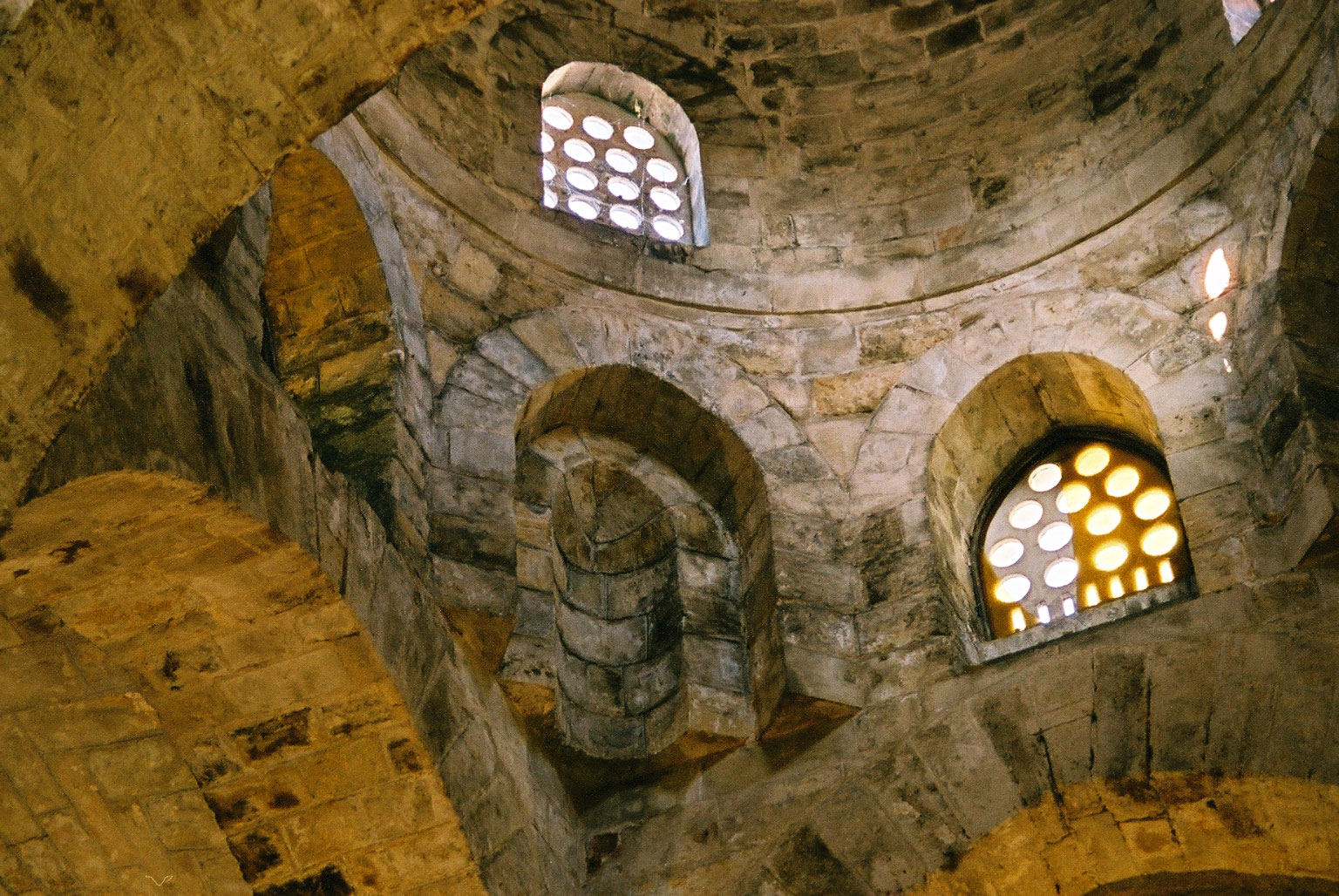
Coupole.
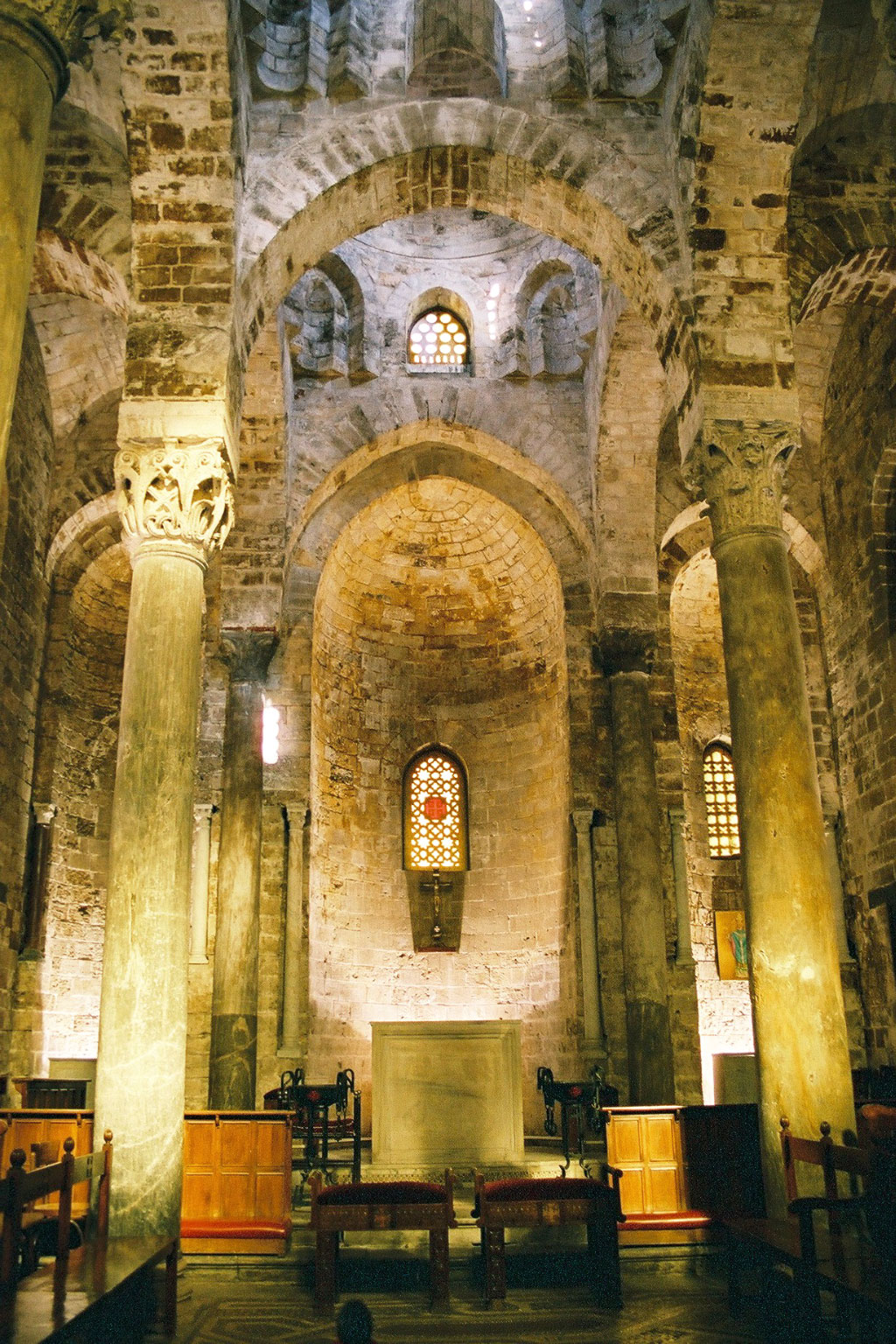
Intérieur.
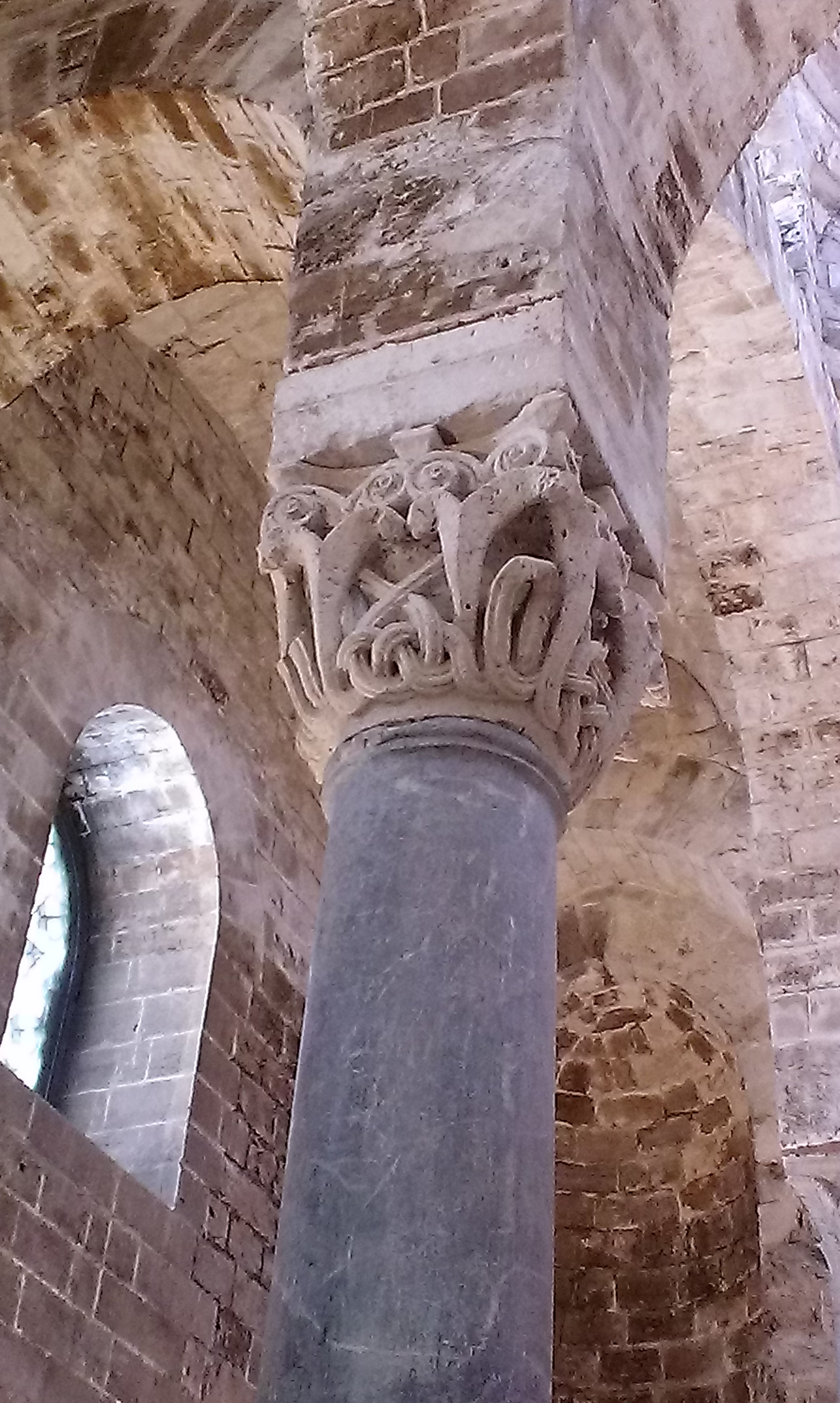
Chapiteau.